# Vetigastropoda
Vetigastropoda Salvini-Plawen, 1980 è una delle sei sottoclassi in cui vengono attualmente suddivisi i molluschi della classe dei Gasteropodi.

## Descrizione
I Vetigastropoda sono caratterizzati da una struttura a conchiglia lamellare incrociata, caratteristica tassonomica che si suppone essere plesiomorfa. Sono considerati tra i gasteropodi viventi più primitivi.
Esistono significative variazioni morfologiche, ecologiche e comportamentali tra i vetigastropodi. I tratti morfologici caratteristici dei vetigastropodi variano, ma la presenza di borsicoli (un tipo di organo sensoriale che si trova sulle branchie) e tentacoli epipodiali con organi di senso epipodiale alla base, sono attualmente considerati due sinapomorfismi ben documentati del gruppo. Queste caratteristiche, tuttavia, sono assenti o ridotte in alcuni taxa di vetigastropodi, vale a dire alcuni fissurellidi e lepetodrilidi. La presenza di madreperla e la presenza di una fessura o di un buco di conchiglia sono state considerate da alcuni sinapomorfie aggiuntive, anche se si perdono secondariamente in molte specie.Queste discrepanze morfologiche hanno reso difficile determinare le relazioni tra questi gruppi.
Come detto i Vetigastropoda presentano una grande varietà di forme di conchiglie tra cui patelle, tipi conici e trochiformi e possono anche avere fessure o buchi nelle conchiglie. Le specie sono distribuite in tutti i maridel mondo a profondità che vanno dal basso intertidale roccioso al mare profondo.

## Tassonomia
La prima definizione dei Vetigastropoda venne effettuata nel 1980 dallo zoologo austriaco Luitfried Salvini-Plawen. Successivamente la classificazione di questo taxa è cambiata varie volte. Nella classificazione dei gasteropodi di Ponder & Lindberg (1997) vennero considerati un Superordine, poi nella successiva rivisitazione della tassonomia effettuata dai francesi Philippe Bouchet e Jean-Pierre Rocroi nel 2005 furono considerati un clade. Nel 2017 la classificazione di Bouchet & Rocroi del 2005 è stata sottoposta a una radicale revisione che ha portato alla reintroduzione dei tradizionali ranghi linneani al posto di cladi e gruppi informali. In questa nuova classificazione i Vetigastropoda ricoprono il rango di una delle sei sottoclassi che compongono la classe Gastropoda. A questa nuova versione della classificazione si attengono attualmente (2020) i database MolluscaBase e World Register of Marine Species (WoRMS), secondo il quale i Vetigastropoda comprendono i seguenti ordini:
- Ordine Lepetellida Moskalev, 1971
- Ordine Pleurotomariida
- Ordine Seguenziida Haszprunar, 1986
- Ordine Trochida

Al gruppo appartiene anche una superfamiglia Vetigastropoda non assegnata a nessun ordine con relative famiglie:
- Superfamiglia Vetigastropoda incertae sedis
  - Famiglia † Holopeidae Cossmann, 1908
  - Famiglia † Micromphalidae J. A. Harper, 2016
  - Genere Sahlingia Warén & Bouchet, 2001